# Безкрак гущер
Безкракият гущер е общоприето наименование за вид гущер, който самостоятелно е загубил крайниците си или ги е редуцирал до такава степен, че не са от полза при движение. Тези гущери се различават от змиите въз основа на една или повече от следните характеристики: наличие на клепачи, наличие на външни ушни отвори, липса на широки коремни люспи, назъбен, вместо раздвоен, език, наличие на два бели дроба и/или много дълга опашка (докато змиите имат дълго тяло и къса опашка).